# III (The Mission)
III è il terzo EP della band The Mission, pubblicato nel 1986 anche in versione singolo contenente solamente due tracce.

## Tracce

### Versione Standard
1. Stay With Me – 7:30
2. senza titolo (ripresa di Island In A Stream) – 1:22
3. Blood Brother – 5:16
4. Island In A Stream – 5:25

### Singolo
1. Stay With Me – 4:37
2. Blood Brother – 5:16

## Formazione
- Wayne Hussey –  voce, chitarra
- Simon Hinkler – chitarra
- Craig Adams – basso
- Mick Brown – batteria